# Samuel Prentiss

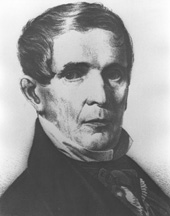
Samuel Prentiss

Samuel Prentiss (* 31. März 1782 in Stonington, Connecticut; † 15. Januar 1857 in Montpelier, Vermont) war ein US-amerikanischer Jurist und Politiker, der den Bundesstaat Vermont im US-Senat vertrat; anschließend wurde er Bundesrichter.
Als Vierjähriger zog Samuel Prentiss mit seiner Familie nach Northfield in Massachusetts, wo er die auf das Studium vorbereitende Schule besuchte und von einem Privatlehrer in die klassischen Altertumswissenschaften eingeführt wurde. Danach studierte er die Rechtswissenschaften in Northfield sowie in Brattleboro (Vermont). 1802 wurde er in die Anwaltskammer aufgenommen, woraufhin er in Montpelier eine Kanzlei eröffnete, die er bis 1822 betrieb.
Sein erstes politisches Mandat bekleidete Prentiss zwischen 1824 und 1825 als Abgeordneter im Repräsentantenhaus von Vermont. Danach wurde er beigeordneter Richter am Vermont Supreme Court; 1829 übernahm er dessen Leitung als Chief Justice. Am 4. März 1831 zog er dann für die National Republican Party in den US-Senat in Washington, D.C. ein. Sechs Jahre später erfolgte die Wiederwahl, nachdem er zwischenzeitlich zu den Whigs gewechselt war. Im Senat brachte er unter anderem einen Gesetzentwurf ein, durch dessen Verabschiedung Duelle im District of Columbia untersagt wurden.
Am 11. April 1842 legte Samuel Prentiss sein Mandat nieder, um der Berufung zum Richter am Bundesbezirksgericht für den Distrikt Vermont durch Präsident John Tyler zu folgen. Auf diesem Posten verblieb er bis zu seinem Tod im Januar 1857.
Sein jüngerer Bruder John saß von 1837 bis 1841 als demokratischer Abgeordneter für New York im Repräsentantenhaus der Vereinigten Staaten.